# Phare de Tvistein
Le phare de Tvistein (en norvégien : Tvistein fyr) est un phare actif situé dans le Skagerr..a.k., dans la commune de Larvik, comté de Vestfold.
Il est géré par l'administration côtière norvégienne (en norvégien : Kystverket).

## Historique
Le phare de Tvistein est située à environ cinq kilomètres au sud-est de Nevlunghavn, sur l'un îlot des deux îlots nommés Tvistein, dans la municipalité de Larvik. Plus tard, un mur de 50 mètres de long a été construit du côté est des bâtiments pour se protéger de la mer.
En 1951, une nouvelle tour a été construite pour le phare et le phare a été électrifié. Dans le même temps, la station s'est dotée d'un nouveau signal de brume interphone et d'une nouvelle résidence de gardiens. Lorsque le phare a été automatisé en 1988, l'interphone a été retiré et le phare a été converti en électricité à partir de cellules solaires. Une association d'amis loue depuis 2011 le phare à l'Administration du Littoral et l'a ouvert en tant que phare de visite et location saisonnière, une fois la restauration terminée.

## Caractéristiques dufeu maritime
Identifiant : ARLHS : NOR-294 ; NF-043500 - Amirauté : B2592 - NGA : 0844.

### Lien connexe
- Liste des phares de Norvège